# Ichneumon cruentatus
Ichneumon cruentatus är en stekelart som beskrevs av Christ 1791. Ichneumon cruentatus ingår i släktet Ichneumon och familjen brokparasitsteklar. Inga underarter finns listade i Catalogue of Life.